# فرناندو إنريكي
فرناندو إنريكي (بالإسبانية: Fernando Enrique)‏ هو لاعب كرة قدم أرجنتيني في مركز الوسط، ولد في 16 سبتمبر 1985 في مدينة لايافالول في الأرجنتين. لعب مع كولو-كولو.

## وصلات خارجية
- فرناندو إنريكي على موقع قاعدة بيانات كرة القدم.إي يو (الإنجليزية)
- فرناندو إنريكي على موقع Soccerway.com (الإنجليزية)